# 阿尔达·图兰
阿爾達·圖蘭（土耳其語：Arda Turan，1987年1月30日—），已退役土耳其足球運動員，司職進攻中場，曾是土耳其國家隊隊長。現時是土耳其球隊艾尤普的主教練。
阿爾達·圖蘭有良好的控球能力、盤帶能力以及良好的傳球視野，並在21歲已經成為加拉塔沙雷的隊長。他在2013-14球季以主力身份幫助馬德里競技奪取西甲冠軍。同時他也是第一個奪得西甲冠軍的土耳其籍球員。
阿爾達在2014年被衛報選為「世界上100名最佳球員」之一，位列第38名。 在2014年11月25日，阿爾達與另外40名球員一同被提名為2014年歐洲足聯年度最佳陣容。
直至2015年6月，阿爾達已經為土耳其國家隊上陣超過80場並打入14球。他在2008年歐洲足球錦標賽證明自己的價值。在2008年7月被西班牙雜誌Don Balón選為「世上最佳100名年青球員」之一。
圖蘭個性剛硬火爆，跟他積極跑動的鐵血球風非常匹配。

## 球會生涯

### 早年/加拉塔沙雷
阿爾達出身於土耳其豪門加拉塔沙雷的青訓系統。他在土超2004-2005球季，2005年1月22日，土耳其盃對陣布爾薩體育的比賽中首次獲當時的球隊名宿兼教練格奧爾基·哈吉派遣上陣。

### 馬尼薩體育
05-06球季中旬，他被租借至土超另一球會馬尼薩體育。他在餘下半個球季替這支在馬尼薩省的小球會打進兩個進球。

### 加拉塔沙雷
艾達在2006-07賽季的開始並迅速升上一隊。正是在這個時候，艾達收到他的職業生涯中第一次國家隊的徵召。另外，他也幫助球會進級歐洲冠軍聯賽小組賽。
艾達在2007-08賽季繼續他的發展，在本賽季的下半年，他打進七個進球。在2009-10賽季開始，阿爾達成為加拉塔沙雷的隊長， 並穿上10號球衣，10號球衣以前曾屬於球隊名宿和羅馬尼亞人格奧爾基·哈吉，艾達以往在球隊是穿66號球衣。
隊長在新賽季開始後，帶領他的球隊在聯賽以連續六連勝姿態，讓加拉塔沙雷這支首都球隊舒適地在聯賽榜上的遙遠領先。
在2010-11球季，艾達陷入嚴重的傷患困擾，導致他只能間歇性地為球隊上陣。在球季結束時，他在聯賽只上陣12場和打入2球。而在土耳其盃中上陣三場並打進一球。 他在職業生涯中效力加拉塔沙雷過去的四年的極佳表演引起西班牙球會馬德里競技的青睞。

### 馬德里競技
2011年8月9日，阿爾達以1200萬歐元的轉會費加盟西甲球會馬德里競技， 從而使他的是史上最昂貴的土耳其足球運動員.
阿爾達在首季選擇穿上11號球衣，2011-12球季的首演是在2011年8月28日對奧沙辛拿，阿爾達在下半場以替補身份進場。他在同年9月15日做了他在歐洲冠軍聯賽的首演，對手為些路迪，他在比賽是第一個觸球者，並在比賽中送出一個助攻。在9月18日，阿爾達再次入選球會的首發陣容和更交出兩次助攻。
2011年10月25日，加拉塔沙雷主席UNAL Aysal在與聯賽的電視採訪時表示，根據加拉塔薩雷和馬德里競技之間簽訂的優先購買權阿爾達會於未來回到加拉塔薩雷。 但艾達並無理會到相關言論，他反而更尊注在床單軍團的比賽上。在11月30日，阿爾達在歐洲聯賽對陣些路迪時施展一腳強大的凌空抽射，繼而打進了自己在馬德里競技的第一個進球。同年12月11日，阿爾達再以一腳美妙的凌空抽射射球送進球門死角繼而打進了他職業生涯中第一個西甲聯賽進球。而在隨後的歐洲聯賽比賽，阿爾達在3-1戰勝雷恩再次交出助攻。

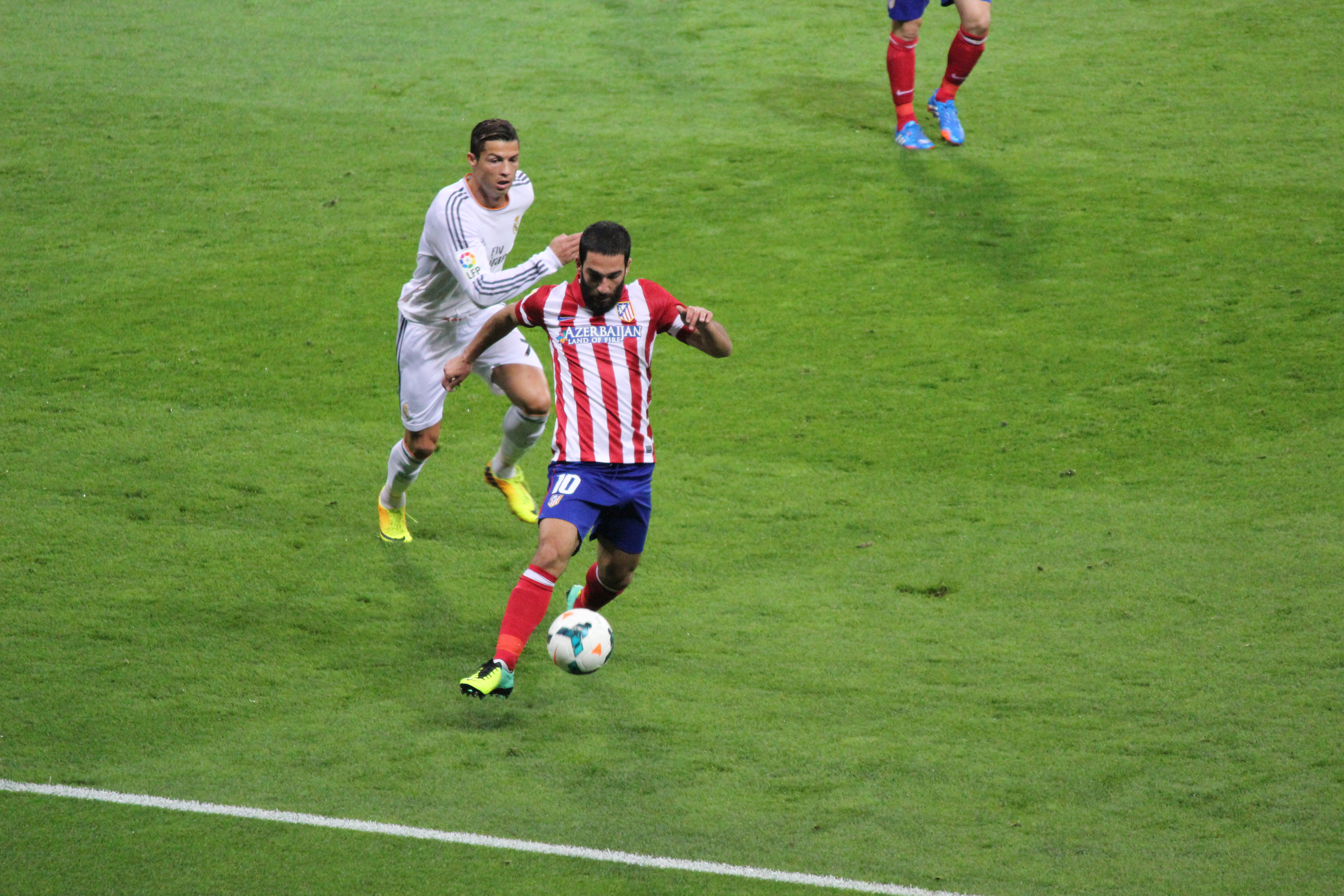
阿爾達·圖蘭與基斯坦奴朗拿度在2013年9月馬德里打吡

2012年4月22日，阿爾達在對陣西班牙人的比賽中在兩分鐘內打個人連進兩球。讓床單軍團以3:1擊敗對手。他也讓球隊在聯賽榜的排名上升到第七位，並與第四的馬拉加只有三分的距離。讓球隊重燃參加來季歐洲冠軍聯賽的資格。同年5月9日，球會在歐霸盃決賽中面對另一西班牙球會畢爾包，他在上半場交出一個助攻予法卡奧，令球隊領先2:0，並在最後成功再次捧起歐霸獎盃。 
阿爾達在2012-13球季更換球衣號碼，他改穿10號球衣。他開始了他在馬德里競技的賽季在聯賽首戰對陣1-1戰平利雲特，他在扳平比分後一直長途尖叫作為慶祝方式。然後，他又協助球會擊敗當屆歐冠冠軍車路士從而贏得了2012年歐洲超級盃，他交出助攻予法爾考讓他打進在比賽的第三個進球，令球會最後以4-1大勝。 2012年9月16日，阿爾達在主場4-3戰勝華歷簡奴的比賽中拿下了個人在球會的第三個進球。另外，他的出色表現也幫助球會在2013-14歐冠聯賽小組賽對澤尼特和波圖的比賽中獲得勝利，並在兩場比賽各進一球，令球會打進淘汰賽階段。 在2014年4月30日，在歐洲冠軍聯賽的半決賽中，他在下半場打進最後一個進球，以3-1的擊敗佳擁主場之利的英超球會車路士，令床單軍團自1974年以來首次打入歐洲冠軍聯賽決賽，但阿爾達因為在聯賽最後一輪對陣巴塞隆拿的比賽中被法比加斯弄傷，無緣決賽。球會也因為缺席主力下在加時賽以1:4敗予同城死敵皇家馬德里。
阿爾達在2014年9月13日舉行的馬德里打吡中，在下半場以後備身份登場，並在下半場76分鐘射入決定性的一球。協助床單軍團作客以2:1擊敗皇家馬德里。賽後，西蒙尼表示艾達的上場影響整個比賽的局面。2014年10月1日，2014–15年歐洲冠軍聯賽小組賽第二輪馬競主場對陣意甲勁旅尤文圖斯的比賽中，阿爾達打入全場唯一一球，協助「床單軍團」以1:0擊敗「斑馬軍團」。2015年1月28日，馬競在國王盃八強次回合主場對陣巴塞罗那的比賽中，阿爾達在下半場47分鐘因為不滿邊線裁判沒有將伊万·拉基蒂奇對其的封阻視作犯規。因而脫下左腳球鞋擲向邊線裁判的方向。 但在比賽結束後，他並沒有受到任何追加懲罰，原因是沒有證據顯示他是故意擲向邊線裁判。馬德里競技最終在主場以2:3不敵對手，總比數2:4被淘汰出局。在同年4月22日，阿爾達因為在歐冠八強比賽中侵犯塞尔希奥·拉莫斯而被球證兩黃一紅趕離球場，馬競在少打一人的情況下最終0:1不敵皇馬被淘汰出局。

### 巴塞隆納
2015年7月7日，以3400萬歐元的轉會費加盟西甲球會巴塞隆納。但巴塞隆拿因為上年非法簽入未成年球員，被罰兩個轉會窗不能買賣新球員，因此图兰及另一名新球員阿萊克斯·比達爾要到翌年一月才可註冊上陣。
由於不習慣巴薩的傳控打法，圖蘭的表現不尽人意及上陣次數寥寥可數。至2018年1月，隨著場上位置相似的巴西國腳古天奴加盟，圖蘭正式被外借至土耳其的巴沙克舒希2個半球季。

## 國際賽生涯
阿爾達是土耳其國家隊的主力球員，他為土耳其已經上陣超過50次。2006年8月16日與盧森堡1-0的友誼賽是他在國家隊的首演，他也曾經在U19和U21歲效力。他在2008年5月25日對烏拉圭的友誼賽中打進人生第一個國家隊進球。
阿爾達在土耳其12場的2008年歐洲足球錦標賽外圍賽出場九場，協助球隊打入2008年歐洲國家盃決賽周，他也在決賽周中全部上場。他在小組賽中打進了兩個關鍵入球協助土耳其晉級到半決賽。首先是針對共同主辦瑞士最後一分鐘的贏家在他們的第二組比賽敲出來的競爭。他的第二個進球來自對捷克的最後一場小組賽中，因為相同分數關係，其中的勝方會晉級到四分之一決賽。艾達在下半場取得土耳其的第一個進球，阿爾達以低射射破切赫的十指關，最後令土耳其以2-0擊敗捷克。另外，他還成功地在恩斯特·哈佩爾球場對陣克羅地亞的四分之一決賽中的點球大戰中命中點球，協助土耳其晉身到了半決賽，在半決賽中他們最終被當屆亞軍德國以3:2淘汰。
阿爾達在2010年世界盃外圍賽中打進兩球，但國家隊在面臨球員正在處於交接期下令土耳其最終在小組賽無緣出線。在2008年9月，亞美尼亞與土耳其這兩隊有的政治和歷史問題的國家隊進行預選賽之後，兩隊都同時獲得2008年國際足聯公平競賽獎。
阿爾達在2009年9月5日對陣愛沙尼亞的2010年世界盃外圍賽中射入土耳其國家隊第六百個進球。
阿爾達在2012年歐洲國家盃外圍賽中射入四球，包括對陣哈薩克兩球、對陣比利時一球以及奧地利一球。但國家隊最終在外圍賽附加賽中兩回合以0:3不敵克羅地亞無緣決賽周。

## 數據

### 球會
最後更新：08 September 2017
| 球會         | 球季     | 聯賽 | 聯賽 | 聯賽 | 盃賽 | 盃賽 | 盃賽 | 聯賽盃 | 聯賽盃 | 聯賽盃 | 歐州 | 歐州 | 歐州 | 總計 | 總計 | 總計 |
| 球會         | 球季     | 上場 | 入球 | 助攻 | 上場 | 入球 | 助攻 | 上場   | 入球   | 助攻   | 上場 | 入球 | 助攻 | 上場 | 入球 | 助攻 |
| ------------ | -------- | ---- | ---- | ---- | ---- | ---- | ---- | ------ | ------ | ------ | ---- | ---- | ---- | ---- | ---- | ---- |
| 加拉塔沙雷   | 2004–05  | 1    | 0    | 0    | 1    | 0    | 0    | —      | —      | —      | 0    | 0    | 0    | 2    | 0    | 0    |
| 加拉塔沙雷   | 2006–07  | 29   | 5    | 9    | 3    | 1    | 0    | 0      | 0      | 0      | 7    | 2    | 3    | 36   | 8    | 12   |
| 加拉塔沙雷   | 2007–08  | 30   | 7    | 14   | 7    | 0    | 3    | 0      | 0      | 0      | 7    | 1    | 4    | 44   | 8    | 21   |
| 加拉塔沙雷   | 2008–09  | 29   | 8    | 9    | 6    | 2    | 1    | —      | —      | —      | 11   | 2    | 4    | 46   | 12   | 15   |
| 加拉塔沙雷   | 2009–10  | 29   | 7    | 14   | 6    | 4    | 4    | —      | —      | —      | 12   | 0    | 8    | 47   | 11   | 26   |
| 加拉塔沙雷   | 2010–11  | 12   | 2    | 2    | 3    | 1    | 0    | —      | —      | —      | 4    | 3    | 1    | 19   | 6    | 3    |
| 加拉塔沙雷   | 總計     | 130  | 29   | 48   | 26   | 8    | 8    | 0      | 0      | 0      | 41   | 8    | 20   | 197  | 45   | 77   |
| 馬尼薩體育   | 2005–06  | 15   | 2    | 3    | 0    | 0    | 0    | —      | —      | —      | —    | —    | —    | 15   | 2    | 3    |
| 馬尼薩體育   | 總計     | 15   | 2    | 3    | 0    | 0    | 0    | 0      | 0      | 0      | 0    | 0    | 0    | 15   | 2    | 3    |
| 馬德里體育會 | 2011–12  | 33   | 3    | 6    | 0    | 0    | 0    | —      | —      | —      | 12   | 2    | 6    | 45   | 5    | 12   |
| 馬德里體育會 | 2012–13  | 32   | 5    | 6    | 7    | 0    | 1    | 0      | 0      | 0      | 2    | 0    | 1    | 41   | 5    | 8    |
| 馬德里體育會 | 2013–14  | 30   | 3    | 4    | 5    | 2    | 0    | 2      | 0      | 1      | 9    | 4    | 1    | 46   | 9    | 6    |
| 馬德里體育會 | 2014–15  | 32   | 2    | 4    | 4    | 0    | 0    | —      | —      | —      | 10   | 1    | 2    | 46   | 3    | 6    |
| 馬德里體育會 | 總計     | 127  | 13   | 20   | 16   | 2    | 1    | 2      | 0      | 1      | 33   | 7    | 10   | 178  | 22   | 32   |
| 巴塞隆納     | 2015–16  | 18   | 2    | 3    | 4    | 0    | 1    | 0      | 0      | 0      | 3    | 0    | 0    | 25   | 2    | 4    |
| 巴塞隆納     | 2016–17  | 18   | 3    | 3    | 5    | 4    | 1    | 2      | 2      | 1      | 5    | 4    | 1    | 30   | 13   | 6    |
| 巴塞隆納     | 2017–18  | 0    | 0    | 0    | 0    | 0    | 0    | 0      | 0      | 0      | 0    | 0    | 0    | 0    | 0    | 0    |
| 巴塞隆納     | 總計     | 36   | 5    | 6    | 9    | 4    | 2    | 2      | 2      | 1      | 8    | 4    | 1    | 55   | 15   | 10   |
| 生涯總計     | 生涯總計 | 308  | 49   | 77   | 51   | 14   | 11   | 4      | 2      | 2      | 82   | 19   | 31   | 445  | 84   | 122  |

## 場外生活

### 個人
圖蘭曾經對媒體指出，他喜歡將梅西與他作為比較。但他也指出，梅西是「在世界上最偉大的球員」。 他還高度參加與加拉塔沙雷青年工作的相關事務，尤其是21歲以下。他是他們的比賽的關注者，並為他們提供支持。因為圖蘭希望有更多出色的土耳其球員出現。
2008年11月16日，阿爾達在對伊斯坦布爾BB的比賽中突然暈倒。被緊急送往醫院後，他被診斷出患有心律失常。 在昏倒事件發生後，主診醫生宣布艾達身體是健康的，只是因為極度衰竭而引起的心律失常。
在2009年11月，阿爾達遭受了輕微的豬流感感染，但在僅僅幾天之內就恢復健康和訓練。
另外，阿爾達最為人所知的是他對汽車的熱情，他有奧斯頓·馬丁DB9和奔馳SLS AMG，根據土耳其記者在2009年1月上旬，他在伊斯坦布爾遭遇嚴重車禍， 幸運地，阿爾達並沒有遭受到嚴重傷害，只有輕微的割傷和瘀傷。
阿爾達在2009年8月開始與土耳其明星Sinem Kobal交往。他們在2010年1月訂婚，但隨後在2013年宣佈分手。阿爾達在2015年6月開始與 Aslıhan Doğan交往。

### 慈善
圖蘭最為人所知是他熱愛公益事務，特別是幫助患有特殊疾病的貧困兒童。
於2014年5月11日，圖蘭宣布被任命為一個關注霍賈利滅絕種族活動的親善大使。圖蘭成為大使的活動宗旨是在提高人們對這一問題的關注，從而促進世界和平。

### 媒體
2011年1月，阿爾達被國際足球歷史和統計聯合會投票選為2009年最受歡迎歐洲球員之一。也是第十四位最受歡迎歐洲球員。他也是電玩遊戲FIFA 15在土耳其版本的封面人物之一，另一人是利昂内尔·梅西。

## 榮譽
加拉塔沙雷
- 土超 : 2007–08冠軍
- 土耳其盃 : 2004–05冠軍
- 土耳其超級盃 : 2007–08冠軍

馬德里競技
- 西甲: 2013–14冠軍
- 西班牙國王盃: 2012–13冠軍
- 西班牙超級盃: 2014冠軍
- 歐霸盃：2011–12賽季冠軍
- 歐洲超級盃: 2012冠軍

巴塞隆納
- 西甲:2015-16冠軍

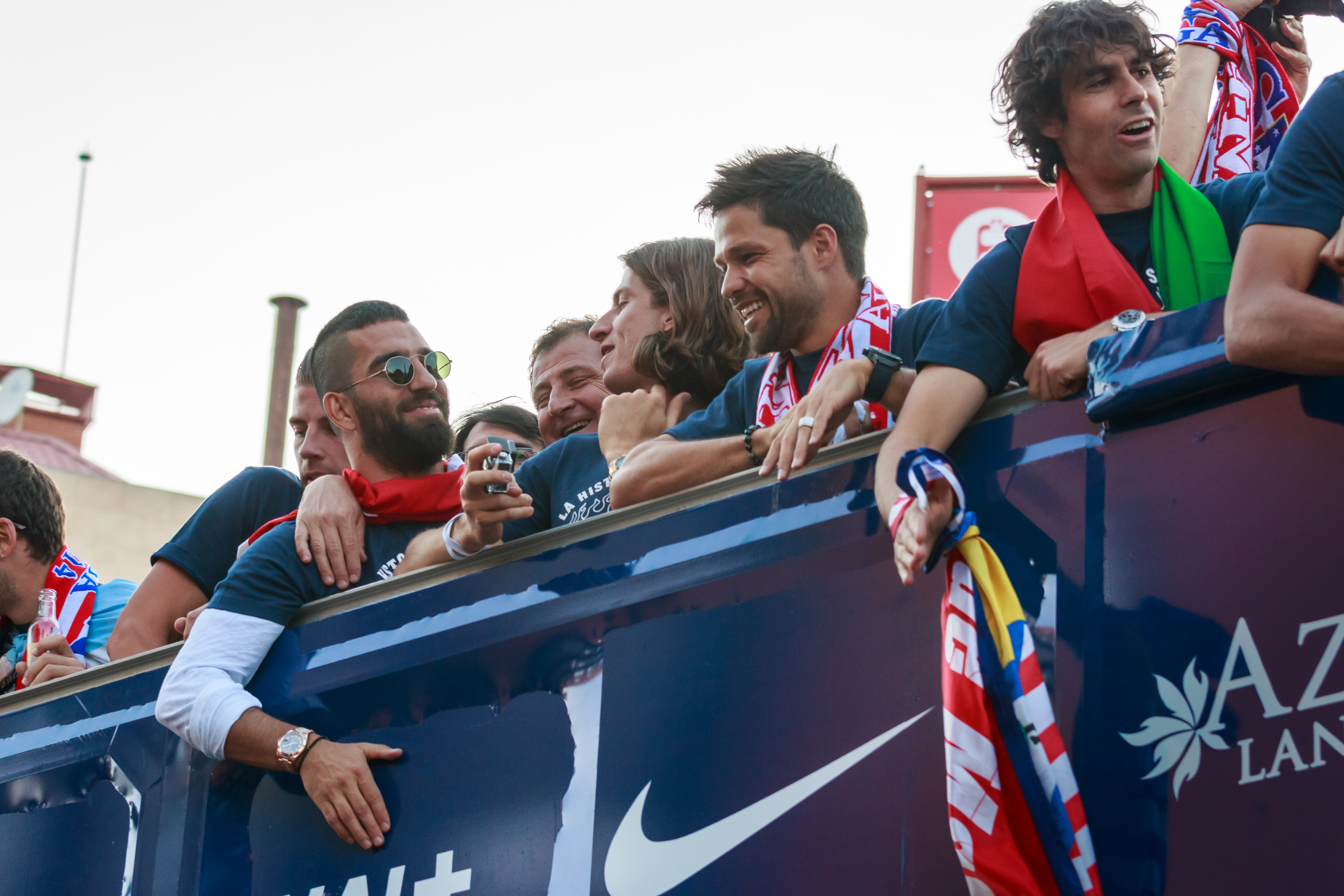
阿爾達 (戴太陽眼鏡者)在2014年馬競慶祝西甲冠軍的勝利巡遊

- 西班牙國王盃:2015-16、2016-17冠軍
- 西班牙超級盃:2016冠軍

土耳其
- 歐洲足球錦標賽: 四強: 2008

### 個人
- 土超 年度最佳球員 (3): 2008-09, 2009-10, 2010-11
- 土超 年度最佳助攻球員  (2): 2008–09(9次助攻), 2009-10(14次助攻)
- 土耳其足球先生 (2): 2011–12, 2012–13
- 國際足球歷史和統計聯合會: 2009年歐洲最受歡迎球員[52][53]